# خلیج میدوز
خلیج میدوز یا میدوز خور با تلفظ محلی:لُنس اُ میدوز(به فرانسوی: L'Anse aux Meadows) یک محوطه باستانی/باستان‌شناسی است که برای اولین بار در دهه ۱۹۶۰ حفاری شد، در یک سکونتگاه نورس متعلق به حدود ۱۰۰۰ سال پیش. این مکان در شمالی‌ترین نوک جزیره نیوفاندلند در استان نیوفاندلند کانادا و لابرادور در نزدیکی سنت آنتونی واقع شده است.
با قدمت سنجی کربنی بین ‎۹۹۰–۱۰۵۰ سال تخمین‌زده شده (تاریخ میانگین 1014 سال) و تاریخ‌گذاری حلقه‌های درختی ۱۰۲۱ سال، لُنس اُ میدوز تنها مکان بی‌چون و چرای تماس با قاره آمریکا پیش از کریستف کلمب اروپایی‌ها با قاره آمریکا در خارج از گرینلند است. این اثر به عنوان مدرکی از حضور نورس‌ها در آمریکای شمالی و به دلیل ارتباط احتمالی آن با روایت‌های لیف اریکسون در حماسه گرینلندی‌ها و حماسه اریک سرخ، که در قرن سیزدهم نوشته شده‌اند، قابل توجه است. شواهد باستان‌شناسی نشان می‌دهد که این سکونتگاه به عنوان اردوگاه اصلی برای اکتشافات نورس‌ها در آمریکای شمالی، از جمله مناطقی در جنوب، مورد استفاده قرار می‌گرفته است.
با مساحت ۸٬۰۰۰ هکتار این مکان که شامل خشکی و دریا می‌شود، شامل بقایای هشت ساختمان ساخته شده با پوششی از چمن بر روی یک قاب چوبی است و بیش از ۸۰۰ زیرخاکی نورس که با حفاری بیرون کشیده شده است که شامل مصنوعات برنزی، استخوانی و سنگی و شواهدی از تولید آهن. این مکان در سال ۱۹۶۸ به عنوان یک مکان تاریخی ملی کانادا و در سال ۱۹۷۸ توسط یونسکو به عنوان یک میراث جهانی تعیین شد، و توسط پارکز کانادا مدیریت می‌شود.

## ریشه و خاستگاه واژه
لُنس اُ میدوز یک نام فرانسوی-انگلیسی است که می‌توان آن را به صورت «خلیج علفزار یا چمنزار» (و با ترجمه تحت اللفظی «خلیج با علفزار») ترجمه کرد. اینکه روستا چگونه این نام را به خود گرفته، مورد بحث است. ممکن است یک اشتباه نوشتاری یا تلفظی از فرانسوی کلمه Meadows (به معنی چمن) به جای Méduses (به معنی عروس دریایی)تدریجا و با گذشت زمان باشد. نام انگلیسی «Meadows» ممکن است به عنوان ریشه‌شناسی عامیانه برای اشاره به چشم‌انداز باز و چمنزار اطراف خلیج به کار رفته باشد.

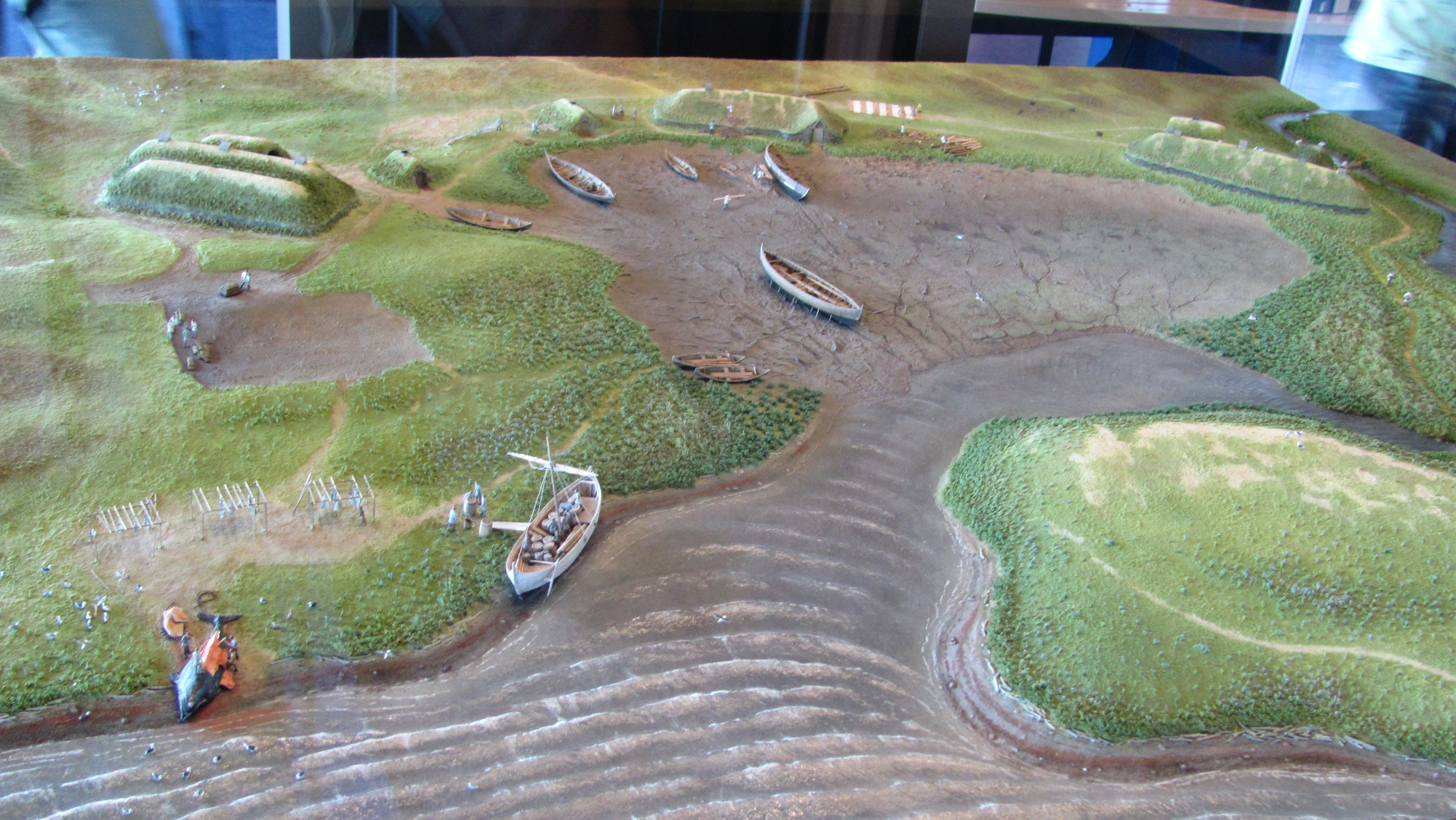
ماکتی که سکونتگاه نورس‌ها را که در لانس او مدوز تأسیس شده بود، به تصویر می‌کشد.